# Први партизан
Prvi Partizan (PPU) — патронный завод в Сербии. Предприятие расположено в городе Ужице. Основан в 1928 году и первоначально носил название «Ужичка фабрика оружја и муниције АД».
Компания производит боеприпасы различных калибров для гражданских и военных потребителей под брендом PPU. Prvi Partizan известен в качестве одного из немногих производителей редких патронов, например, таких как 7,92×33 мм Kurz, который использовался в первом автомате StG 44, или старый аргентинский винтовочный патрон 7,65×53 мм Argentino. В начале 2009 года, компания представила публике патрон 8×50 мм R Лебель, использовавшийся французской армией в начале XX века.
Официальным дистрибьютором в России является компания ООО «Аврора».

## Производство
Завод производит:
- боеприпасы к стрелковому оружию;
- боеприпасы к спортивному и охотничьему оружию;
- артиллерийские боеприпасы;
- оборудование для производства боеприпасов;
- инструменты для производства боеприпасов;
- медицинское оборудование;

|  | - .22 Hornet - .222 Remington - .22-250 Remington - .223 Remington - .243 Winchester - .25-06 Remington - .264 Winchester Magnum - .270 Winchester - .30 Carbine - .300 Winchester Magnum - .30-06 Springfield - .303 British - .30-30 Winchester - .308 Winchester - .338 Lapua Magnum - .375 H&H Magnum - .45-70 Government - 6,5×39 мм Grendel - 6,8×43 мм Remington SPC - 6,5×52 мм Манлихер-Каркано - 6,5×54 мм Манлихер-Шенауер - 6,5×55 мм - 6,5×57 мм Mauser |  | - 6 mm Remington - 7×65 мм R - 7,5×54 мм MAS - 7,5×55 мм Шмидт-Рубин - 7,62×54 мм R - 7,62×39 мм - 7,65×53 мм Argentino - 7,92×33 мм Kurz - 7×57 мм Mauser - 7×64 мм - 7 мм Remington Magnum - 7 mm Mauser - 7mm-08 Remington - 7×57 R - 8×56 мм R - 8×60 мм S - 8×50 мм R Лебель - 8×57 мм Mauser - 8×57 IS - 8×57 IRS - 9,3×62 мм - 9,3×74 мм R |  | - .25 ACP - .32 ACP - .32 S&W Long - .357 Magnum - .357 SIG - .38 Special - .38 Super - .380 ACP - .40 S&W - .44 Magnum - .45 ACP - 6,35×15 мм Браунинг - 7,62×25 мм - 9×18 мм ПМ - 9×19 мм Парабеллум - 10mm Auto |

## Происшествия
3 сентября 2009 в 21:15 в одном из цехов завода произошли четыре взрыва, после которых начался пожар. Погибло семь рабочих (от отравления угарным газом): Светлана Джурич, Елена Лончаревич, Ясмина Остойич, Гордана Джокич, Биляна Лукович, Вида Терзич и Драган Милованович. Ещё 14 человек были госпитализированы. Пожарные сумели остановить распространение пожара и предотвратить возгорание в других цехах.
После трагедии на завод немедленно прибыли глава МВД Ивица Дачич и министр обороны Драган Шутановац. В результате расследования пять человек были арестованы полицией. День 5 сентября 2009 в стране был объявлен днём траура.

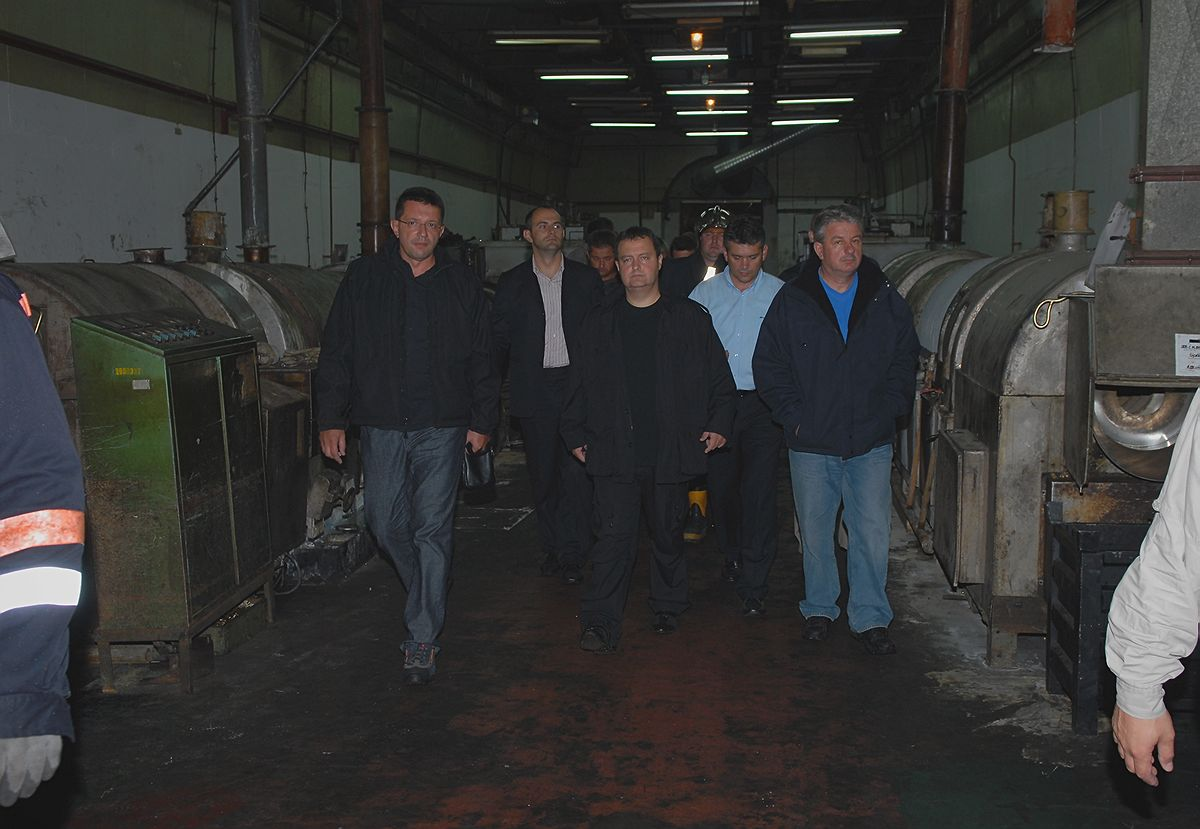
Визит Дачича
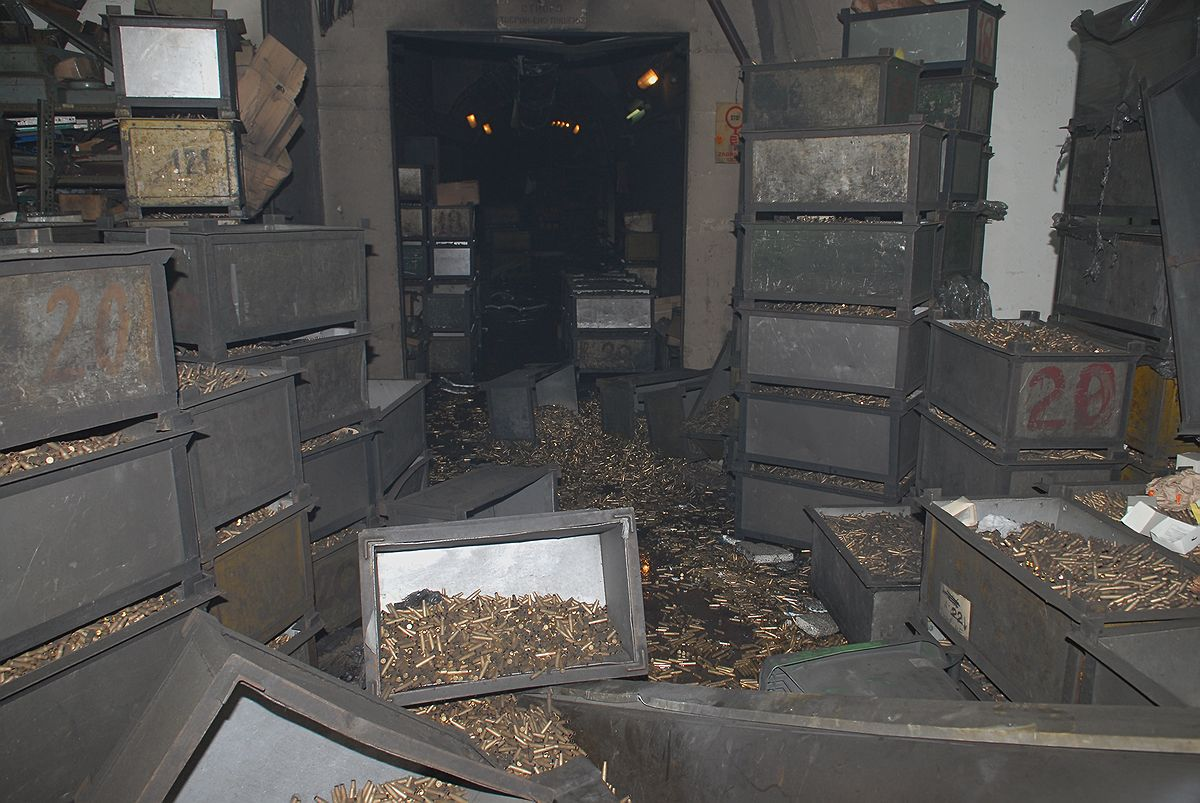
Последствия взрыва
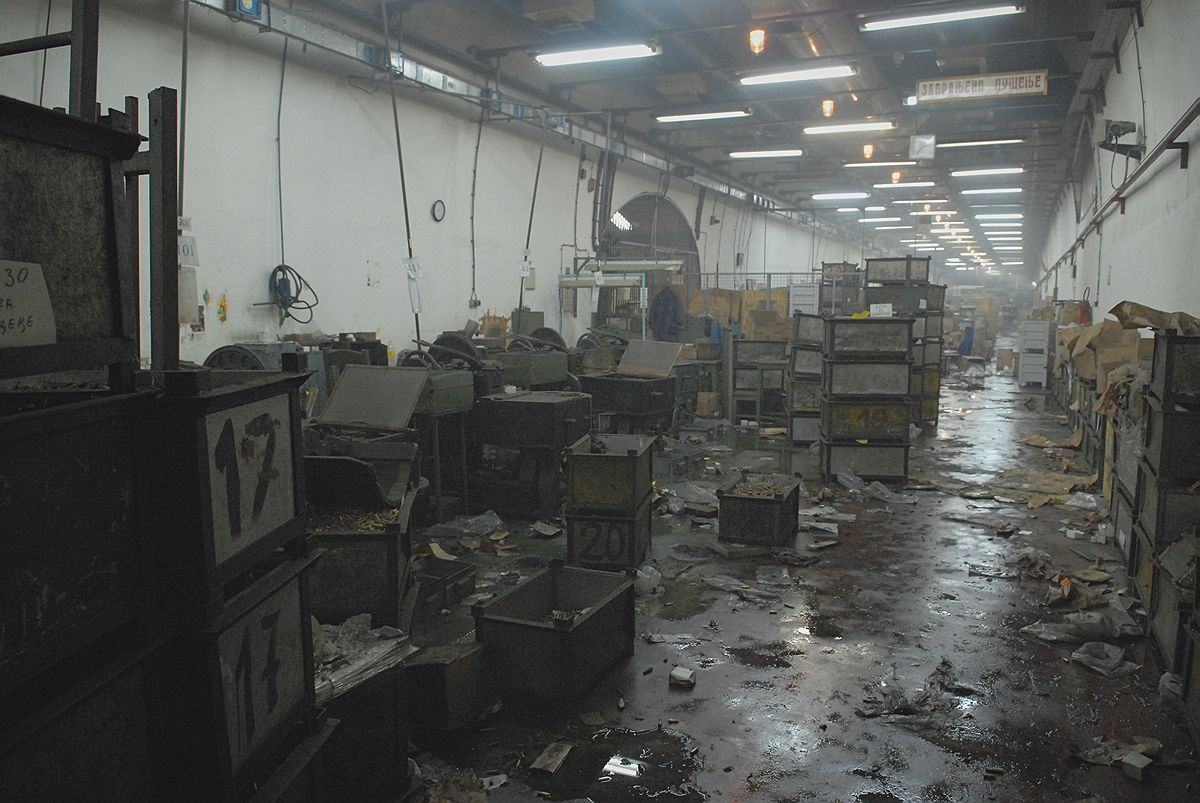
Последствия взрыва
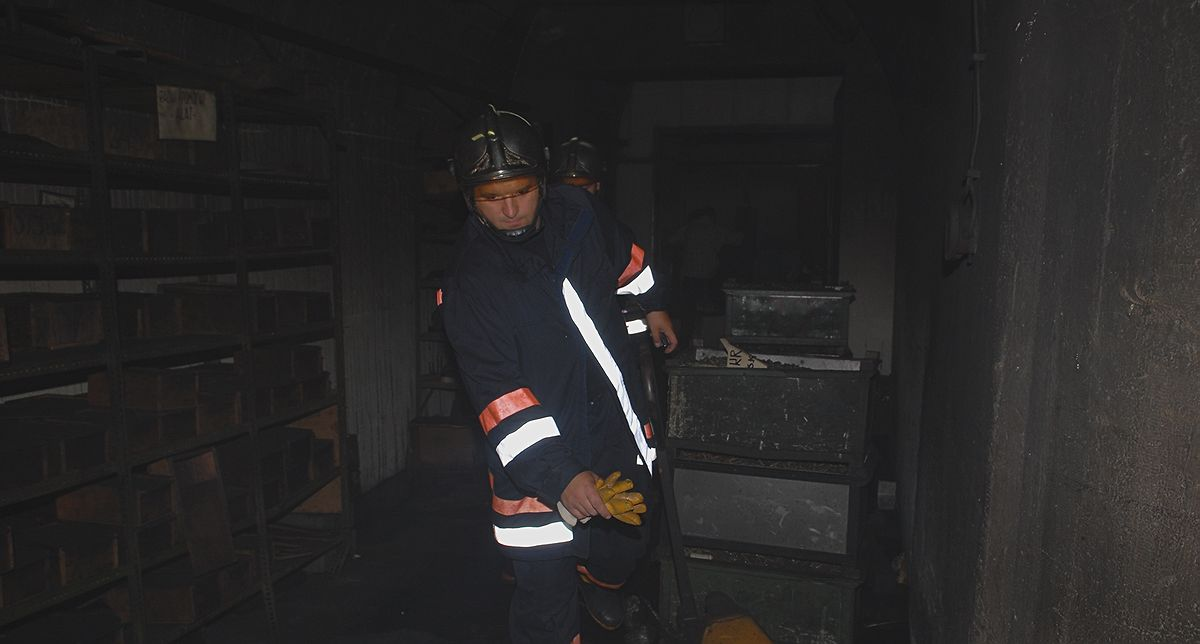
Последствия взрыва